# Shipingqiao
Shipingqiao (kinesiska: 石坪桥) är ett stadsdelsdistrikt i sydvästra Kina. Det ligger i stadsdistriktet Jiulongpo i storstadsområdet Chongqing, omkring 8 kilometer väster om  det centrala stadsdistriktet Yuzhong.